# 舍列斯季夫卡 (米洛韋區)
49°34′35″N 40°1′26″E / 49.57639°N 40.02389°E
舍萊斯蒂夫卡（烏克蘭語：Шелестівка）是位於烏克蘭東部的村莊，由盧甘斯克州舊比利斯克區的米洛韋市鎮負責管轄。該村始建於1937年，面積0.74平方公里，海拔高度169米，2001年人口85，人口密度每平方公里114.9人。